# 7 Wonders of the Ancient World
7 Wonders of the Ancient World (tạm dịch: 7 kỳ quan thế giới cổ đại) là một trò chơi giải đố do hãng Hot Lava Games phát triển và MumboJumbo phát hành vào tháng 2 năm 2007. Ngày 2 tháng 4 năm 2009, phiên bản PSP của 7 Wonders đã được phát hành trên PlayStation Store với giá $10.00.

## Lối chơi
Người chơi có nhiệm vụ xây dựng lại 7 kỳ quan thế giới cổ đại. Trong mỗi kỳ quan, có 5 đến 7 cấp độ phụ của viên đá chữ rune mà người chơi chuyển đổi để tạo thành một hàng 3 viên hoặc nhiều rune. Có hai chế độ chơi: Free Play (chơi tự do) và Quest Mode (làm nhiệm vụ). Trong phần chơi Free Play, người chơi có thể chọn chơi bất kỳ cấp độ nào mà họ đã hoàn thành tại Quest Mode.

## Đón nhận
7 Wonders of the Ancient World nhận được nhiều đánh giá trái chiều từ giới phê bình khi phát hành. Trên Metacritic, trò chơi giữ điểm số 60/100 cho phiên bản DS dựa trên 7 bài đánh giá, và 51/100 cho phiên bản PSP dựa trên 10 bài đánh giá. Trên GameRankings, trò chơi giữ số điểm là 62,17% cho phiên bản DS dựa trên 6 bài đánh giá, và 55,27% cho phiên bản PSP dựa trên 11 bài đánh giá.

## Phần tiếp theo
Cũng trong năm 2007, phần tiếp theo đầu tiên của 7 Wonders of the Ancient World được phát hành với tên gọi 7 Wonders II. Không có phần tiếp theo của 7 Wonders of the Ancient World được phát hành trên PlayStation 2 hoặc PlayStation Portable nhưng 7 Wonders II có phiên bản DS được phát hành vào năm 2010. Phần tiếp theo trong dòng game 7 Wonders là 7 Wonders Treasures of Seven được phát hành vào năm 2008 và phát hành trên DS vào năm 2011. 7 Wonders Magical Mystery Tour là phần tiếp theo trong dòng game 7 Wonders được phát hành vào năm 2011 chỉ trên PC. Phần cuối cùng trong dòng game 7 Wonders là 7 Wonders Ancient Alien Makeover được phát hành vào năm 2012 chỉ trên PC. Do thị trường game PC đóng hộp đang chết dần ở Mỹ nên 7 Wonders Ancient Alien Makeover chỉ được phát hành dưới dạng kỹ thuật số ở Mỹ mặc dù phiên bản đóng hộp đã được phát hành ở châu Âu dưới dạng phiên bản dành cho người sưu tầm.